# 陶山の薪争い
陶山の薪争い（すえやまのまきあらそい）あるいは陶山之争（すえやまのあらそい）は、平安時代の859年（天安3年/貞観元年）に現在の大阪府にあたる河内国と和泉国の間で発生した、須恵器生産用の薪採取のための山林をめぐる訴訟事件。古代日本の三大古窯の一つであった陶邑窯の衰退を象徴する出来事とされる。

## 背景
大阪府堺市南部から和泉市東部に広がる泉北ニュータウン地域は、かつて「泉北丘陵」と呼ばれた丘陵地であり、古代の茅渟県（ちぬのあがた）陶邑に比定されている。
古墳時代中期前半（5世紀前半）の日本列島では、朝鮮半島から陶質土器すなわち須恵器とその焼成技術である窖窯が伝わったことで本格的な窯業が開始された。
泉北丘陵は窖窯に適した丘陵斜面や豊富な森林・湧水・粘土などの条件が揃っており、須恵器導入とほぼ同時に窯が造られ始め、日本最古・最大級の須恵器生産地となる陶邑窯が開かれた。百舌鳥・古市古墳群の南側に位置するなど、王権の中枢に近いこともその開窯の背景にあったと考えられている。5世紀以来の窯総数は1000基以上にのぼると推定され、陶邑窯は福岡県大野城市周辺の牛頸窯、愛知県西部の猿投窯と並び「三大古窯」に数えられている。また、令制国制以降は河内国と和泉国の国境地帯となった。

## 事件の経過
焼き物を窯で焼くには大量の燃料（薪）が必要であり、その確保のためには豊かな山林が不可欠である。当訴訟は、須恵器の陶工たちを束ねる河内・和泉両国が、薪を採る山（陶山）の帰属ないし薪の採取権をめぐって争ったもので、その経過は『日本三代実録』にわずか2箇所程度の記述ながら、以下の通り見える。
陶山をめぐる2国間の係争について、3月4日に朝廷から紀今影・桜井田部貞雄麻呂の2名が派遣され、審議の結果、4月21日に陶山は和泉国に属すると裁定されたことがわかる。なお、両記述の間の4月15日（859年5月20日）には貞観に改元している。

## 薪争いと陶邑窯の終焉
古代最大の窯業地帯であった陶邑は、奈良時代後半（8世紀後半）以降は窯数が減少し始め、陶邑窯跡群の考古学的調査により、事件の起きた9世紀段階で操業していたのは「陶器山地区（とうきやまちく：MT地区）」とその周辺15基程度であったことがわかっている。9世紀半ばのMT230-I号窯を最終段階として窯操業は終焉に向かった。薪争いが発生した「陶山」とは、この陶器山地区と考えられている。
西田正規による、陶邑窯跡群で検出された炭化薪材の分析によれば、人間が伐採などで手を加えた林（二次林）に多いとされるアカマツを使う割合が、窯の年代が新しくなるにつれて増える傾向が指摘されている。このため、当時の陶邑窯は原生の森林資源を採り尽くして二次林化が進み薪不足をきたしており、このような背景が薪争いの争論、さらには陶邑窯業の衰退につながったと考えられている。
既に焼き物生産の中心地は、須恵器にかわる瓷器（灰釉陶器・緑釉陶器）の生産に成功した猿投窯のある東海地方（岐阜県・愛知県）や、東播磨地方（兵庫県）に移っており、最大の消費地であった都が奈良の平城京から京都の平安京へ移ったこともあり、陶邑窯の廃絶は回避不能に陥っていたとみられる。